# イルドブルボン
イルドブルボン (Ile De Bourbon、1975年5月23日 - 1996年12月30日) とはアメリカで生まれ、イギリスで調教された競走馬および種牡馬である。
1978年のキングジョージ6世&クイーンエリザベスステークス、翌年のコロネーションカップに優勝し、全欧3歳牡馬チャンピオンと最優秀古馬牡馬の座についた。種牡馬として、英愛ダービー制覇のカヤージなどを輩出した。

## 経歴

### 競走馬時代
イルドブルボンは英三冠馬である父ニジンスキーの馬主であったCharles W. Engelhardの妻Janeの名義でアメリカで生産された。
母はディアヌ賞、ヴェルメイユ賞の勝ち馬ロゼリエル、半姉にチャンピオンステークスの勝ち馬ローズボウルがいる。
2歳時は2戦していずれも勝つ事は出来なかったが、3歳になると徐々に本格化していきキングエドワード4世ステークスで初重賞制覇を、キングジョージ6世&クイーンエリザベスステークス（なおこのレースはテンポイントの日経新春杯での骨折により実現しなかった海外遠征の目標レースの一つでもあった）で初G1制覇を成し遂げた。翌年5歳時もコロネーションカップでG1・2勝目を飾り、この年限りで引退した。

### 種牡馬時代
イギリスで1980年から種牡馬となったが、その後1987年1月に日本に輸入、CBスタッドで供用された。輸出後、イギリスに残された産駒からダービーステークス、アイリッシュダービーなどを勝ったカヤージをはじめ数多くの活躍馬を輩出、買い戻しの話も出たという。しかし、日本では阪神牝馬特別勝ちのメモリージャスパーや福島記念勝ちのシルクグレイッシュが目立つ程度で、イギリス繋養時代と比較すれば、期待されるほどの成功を収めたとは言い難い種牡馬成績であった。
1996年12月30日に用途変更され、日本でも種牡馬を引退した。その後の繋養先などの情報はないが、種牡馬引退から丸一年後の1997年12月30日に死亡した。21歳没。優駿メモリアルパークに墓標がある。

## 年度別競走成績
- 1977年（2戦0勝）
- 1978年（6戦3勝） - キングジョージ6世&クイーンエリザベスステークス（G1)、キングエドワード4世ステークス（G2）、ジェフリーフリアステークス（G2）
- 1979年（4戦2勝） - コロネーションカップ（G1）

## 主な産駒

### 日本国外調教馬
- Kahyasi - イギリスダービー（G1）、アイリッシュダービー（G1）など
- Ile de Chypre - インターナショナルステークス（G1）など
- Lagunas - ドイチェスダービー（G1）
- Petite Ile - アイリッシュセントレジャー（G1）

ほか多数

### 日本国内調教馬
- 1989年産
  - トウカイサイレンス（関門橋ステークス2連覇、新潟記念2着）
- 1991年産
  - メモリージャスパー（阪神牝馬特別）
  - シルクグレイッシュ（福島記念）
- 1992年産
  - マルブツブルボン（名湾盃、名古屋大賞典2着）
- 1993年産
  - ミナモトマリノス（京都大賞典2着、若葉ステークス）
- 1994年産
  - イチバンリュウ（京都大障害・秋）

### ブルードメアサイアーとしての主な産駒
- 1994年産
  - エリモダンディー（日経新春杯、京阪杯）
  - シルクライトニング（皐月賞2着）
- 1997年産
  - ジェットボン（新潟皐月賞）
- 2003年産
  - アブソールトウイン（花吹雪賞、椿賞）

## 血統表
| イルドブルボンの血統（ニジンスキー系） / Hyperion S5×M5=6.25%、 Mahmoud S5×M5=6.25%、 Tourbillon M5×M5=6.25%） | イルドブルボンの血統（ニジンスキー系） / Hyperion S5×M5=6.25%、 Mahmoud S5×M5=6.25%、 Tourbillon M5×M5=6.25%） | イルドブルボンの血統（ニジンスキー系） / Hyperion S5×M5=6.25%、 Mahmoud S5×M5=6.25%、 Tourbillon M5×M5=6.25%） | （血統表の出典）          | （血統表の出典） |
| 父 Nijinsky II 1967 鹿毛                                                                                       | 父の父Northern Dancer 1961 鹿毛                                                                                | Nearctic | Nearco                    | Nearco           |
| 父 Nijinsky II 1967 鹿毛                                                                                       | 父の父Northern Dancer 1961 鹿毛                                                                                | Nearctic | Lady Angela               |                  |
| 父 Nijinsky II 1967 鹿毛                                                                                       | 父の父Northern Dancer 1961 鹿毛                                                                                | Natalma | Native Dancer             | Native Dancer    |
| 父 Nijinsky II 1967 鹿毛                                                                                       | 父の父Northern Dancer 1961 鹿毛                                                                                | Natalma | Almahmoud                 |                  |
| 父 Nijinsky II 1967 鹿毛                                                                                       | 父の母Flaming Page 1959 鹿毛                                                                                   | Bull Page | Bull Lea                  | Bull Lea         |
| 父 Nijinsky II 1967 鹿毛                                                                                       | 父の母Flaming Page 1959 鹿毛                                                                                   | Bull Page | Our Page                  |                  |
| 父 Nijinsky II 1967 鹿毛                                                                                       | 父の母Flaming Page 1959 鹿毛                                                                                   | Flaring Top | Menow                     | Menow            |
| 父 Nijinsky II 1967 鹿毛                                                                                       | 父の母Flaming Page 1959 鹿毛                                                                                   | Flaring Top | Flaming Top               |                  |
| 母 Roseliere 1965 黒鹿毛                                                                                       | 母の父Misti 1958 黒鹿毛                                                                                        | Medium | Meridien                  | Meridien         |
| 母 Roseliere 1965 黒鹿毛                                                                                       | 母の父Misti 1958 黒鹿毛                                                                                        | Medium | Melodie                   |                  |
| 母 Roseliere 1965 黒鹿毛                                                                                       | 母の父Misti 1958 黒鹿毛                                                                                        | Mist | Tornado                   | Tornado          |
| 母 Roseliere 1965 黒鹿毛                                                                                       | 母の父Misti 1958 黒鹿毛                                                                                        | Mist | La Touche                 |                  |
| 母 Roseliere 1965 黒鹿毛                                                                                       | 母の母Peace Rose 1959 芦毛                                                                                     | Fastnet Rock                                                                                                   | Ocean Swell               | Ocean Swell      |
| 母 Roseliere 1965 黒鹿毛                                                                                       | 母の母Peace Rose 1959 芦毛                                                                                     | Fastnet Rock                                                                                                   | Stone of Fortune          |                  |
| 母 Roseliere 1965 黒鹿毛                                                                                       | 母の母Peace Rose 1959 芦毛                                                                                     | La Paix | Seven Seas                | Seven Seas       |
| 母 Roseliere 1965 黒鹿毛                                                                                       | 母の母Peace Rose 1959 芦毛                                                                                     | La Paix | Anne de Bretagne F-No.4-i |                  |

- 母Roseliereは1968年ディアヌ賞及びヴェルメイユ賞優勝の仏二冠牝馬。